# Неёлова, Марина Мстиславовна
Мари́на Мстисла́вовна Неёлова (род. 8 января 1947, Ленинград, РСФСР, СССР) — советская и российская актриса театра, кино, телевидения, озвучивания и дубляжа; народная артистка РСФСР (1987), лауреат премии Ленинского комсомола (1976), Государственной премии РСФСР имени братьев Васильевых (1981), Государственной премии РСФСР имени К. С. Станиславского (1990) и Государственной премии РФ (2001).
Большая часть творческой биографии актрисы пришлась на работу в Московском театре «Современник» (1974 — настоящее время). В кинематографе наиболее известные роли сыграла в таких советских картинах, как «Монолог» (1972), «Осенний марафон» (1979), «Фантазии Фарятьева» (1979) и «Дорогая Елена Сергеевна» (1988).
В 1994 году стала лауреатом кинопремии «Ника» в категории «Лучшая женская роль» за 1993 год (за роль Натальи Анатольевны в художественном фильме «Ты у меня одна» (1993).

## Биография
Марина Неёлова родилась 8 января 1947 года в Ленинграде в семье Мстислава Павловича и Валентины Николаевны Неёловых. Родители были участниками Великой Отечественной войны, служили на флоте (мать была радисткой, отец — электриком-связистом Главной базы Северного флота). После войны отец работал инженером, мать вела домашнее хозяйство.
В 4-летнем возрасте Марина начала заниматься балетом. С детства посещала занятия в кружке художественного слова.
В 1965 году поступила (первоначально кандидатом, со второго семестра — студенткой), а в 1969 году окончила актёрский факультет Ленинградского государственного института театра, музыки и кинематографии (ЛГИТМиКа) (мастерская В. В. Меркурьева и И. В. Мейерхольд). Ещё будучи студенткой, дебютировала в кинематографе, исполнив сразу три роли в фильме Надежды Кошеверовой «Старая, старая сказка» (1968), и её работа сразу была положительно отмечена критиками. По окончании института мечтала попасть в труппу Ленинградского академического Большого драматического театра имени М. Горького под руководством Г. А. Товстоногова, но не решилась напрямую обратиться с просьбой к знаменитому режиссёру.
С 1969 года по 1972 год — актриса киностудии «Ленфильм».
В 1971 году переехала в Москву и была принята в Государственный академический театр имени Моссовета к Юрию Завадскому. Пробовалась также у Анатолия Эфроса.
В 1974 году была принята в труппу московского театра «Современник». Валерий Фокин и Константин Райкин ввели её в спектакль «Валентин и Валентина» вместо выбывшей актрисы. С тех пор профессиональная жизнь Марины Неёловой связана именно с этим театром.
В кино актриса начинала со сказочных и романтических ролей, постепенно расширяя свой диапазон. В 1972 году снялась в психологической драме «Монолог», где её напарником по главной роли был Михаил Глузский. Фильм стал большим творческим достижением актрисы, и о ней заговорили как об особом явлении.
В 1970—1980-е годы воплотила образы героинь в таких ролях, как Виола («Двенадцатая ночь»), Аня («Вишнёвый сад»), Маша («Три сестры»), Марья Антоновна («Ревизор»). Заметным достижением актрисы в кинематографе стали её работы у ведущих мастеров кино страны: Георгия Данелии, Никиты Михалкова, Ильи Авербаха, Эльдара Рязанова, Вадима Абдрашитова и других.
С 1990-х годов Неёлова стала меньше сниматься, посвящая больше времени семье. В 1994—1997 годах жила во Франции, а с 2003 года по 2009 год — в Нидерландах с мужем, Чрезвычайным и Полномочным послом Российской Федерации Кириллом Геворгяном, хотя продолжала играть в спектаклях театра «Современник». Репертуар театра подстраивали под расписание её приездов в Москву.
С 2009 года живёт в Москве и продолжает работать в труппе «Современника».
С 21 ноября 2021 года Марина Неёлова стала одним из членов жюри восьмого сезона всероссийского открытого телевизионного конкурса юных талантов «Синяя птица».

## Очерк творчества
Фаина Раневская, отзываясь о начинающей актрисе Марине Неёловой, говорила:

«… Неёлова встревожила меня какой-то своей душевной незащищённостью и, как мне показалось, талант владеет ею в большей степени, чем она им. И она всё время в его власти, даже во время самого простого разговора. Её талант нуждается в заботе режиссёра, товарищей по сцене, всех, кто отвечает у нас за театральное искусство, ибо талант — драгоценность, которой наслаждаются все, он государственная ценность. Боже, как я желаю Неёловой получить такую заботу!»— Фаина Раневская.
Первые роли Неёловой — это воплощение образов романтических и сказочных персонажей на экране. Актрисе очень подходило амплуа травести, с которого она начинала, но оно быстро стало тесным для неё. Наряду с Маргаритой Тереховой и Инной Чуриковой Марину Неёлову сразу отнесли к наиболее ярким молодым дарованиям 1960-х годов.
Классическими для актрисы стали роли хрупких, ранимых, страдающих героинь, пытающихся отстоять своё «я». Неёловой удаётся продемонстрировать глубину в обыденных и житейских сюжетах, когда её женщины на экране становятся узнаваемыми типажами современного мира. Несмотря на разностороннее дарование Неёловой, для неё больше подходит бытовой психологизм, нежели гротеск и эксцентрика ярких характерных ролей.

«М. Неёлова тем и уникальна в нашем кино, что обладает темпераментом трагедийной актрисы и в то же время представляет своеобразный психофизический тип, удивительно распространённый сегодня. Однако для полной реализации тех возможностей, какие представляет это сочетание, актрисе уже не хватает „усреднённых“ мелодраматических сюжетов и камерных любовных перипетий».— Андрей Плахов, журнал «Советский экран», № 15, 1985 год.
Исполняя двойную роль Виолы-Себастьяна в «Двенадцатой ночи», Неёлова вдохнула в образ подлинный юмор. Её персонажи глубоко женственны и неподражаемо сексуальны.
Художник-модельер Вячеслав Зайцев, создававший театральные костюмы для Неёловой, говорил, что «Марина… соткана из секса. …Она абсолютно гармонична. И, несмотря на маленький рост, на сцене смотрится большой. …У неё идеальные пропорции».
«Очень хорошая актриса Неёлова — первый класс», — отмечал Андрей Тарковский в своём дневнике в 1974 году.
С 1980-х годов репертуар актрисы обогатился комедийными ролями со склонностью к лёгкому фарсу («Красавец-мужчина», «Чужая жена и муж под кроватью»). Критики отметили широкий диапазон возможностей Неёловой, профессионализм и умение осветить совершенно неожиданные стороны образа.
Неоднократно Неёловой приходилось «дважды входить в одну и ту же реку», играя разных персонажей в одних и тех же постановках и фильмах. В картине Надежды Кошеверовой «Тень» (1971) по одноимённой пьесе-сказке Евгения Шварца она сыграла Аннунциату, а двадцать лет спустя в музыкальном фильме-сказке «Тень, или Может быть, всё обойдётся» (1991) Михаила Козакова по этой же пьесе — певицу Юлию Джули. В сценическом варианте пьесы «Фантазии Фарятьева» Аллы Соколовой в постановке Лилии Толмачёвой Неёловой досталась роль младшей сестры Любы, а в одноимённом художественном фильме 1979 года Ильи Авербаха — роль старшей сестры Александры.
В 1990—2000 годах актриса стала реже появляться на сцене и экране, однако, как исполнительница ещё советской школы, она не потерялась в авангардистских поисках нового времени. Так, с 2007 года Неёлова исполняет парадоксальную роль Башмачкина в постановке Валерия Фокина «Шинель» на сцене «Современника», получив самые тёплые отклики театральной прессы.
Американский критик Питер Маркс так писал о работе Неёловой в постановке «Вишнёвого сада»: 

«Труднее всего вообразить, чтобы кто-то или что-то могло испортить игру Неёловой. Экстравагантно разодетая, похожая на поблёкшую птичку, она оплакивает прежнюю жизнь, не в силах поверить, что её насильно лишают всего, что она любит. Финал пьесы проходит под стук топора — сад рубят, а в расширенных глазах Неёловой мы видим: топор ударяет прямо по её сердцу.»
Оригинальный текст (англ.)It is hardest of all to imagine anyone or anything muting Ms. Neyolova's artistry. In the plumage of her extravagant finery, she is a faded bird of luxury mourning the life she can't quite believe she has been compelled to sign away. The play ends with the sounds of cherry trees being chopped down; in Ms. Neyolova's wounded eyes, you can see that the ax, too, is being taken to her heart.— Питер Маркс (Peter Marks), New York Times, 31 октября 1997 года.

## Семья
Первый муж (1970—1978) — Анатолий Васильев (род. 26 сентября 1939), актёр театра и кино, кинорежиссёр.
В 1985—1987 годах Марина Неёлова была близка с шахматистом Гарри Каспаровым, который, предположительно, является отцом её дочери Ники.
Дочь — Ника Неёлова-Геворгян (род. 1987), скульптор. В 2010 году окончила Школу изящных искусств Феликса Слейда в Лондоне по классу скульптуры, а в том же году выиграла конкурс New Sensations, проводимый The Saatchi Gallery совместно с четвёртым телеканалом Великобритании.
Второй муж (с 1989) — Кирилл Геворгян (род. 8 апреля 1953), российский дипломат, юрист. Занимал должности посла РФ в Нидерландах, директора Правового департамента МИД РФ. Чрезвычайный и полномочный посол. 7 ноября 2014 года избран членом Международного суда ООН. С 8 февраля 2021 года вице-председатель Международного суда ООН.

## Творчество

### Роли в театре

#### Государственный академический театр имени Моссовета
- 1974 — «Турбаза» Эдварда Радзинского

#### Московский театр «Современник»
- 1974 — «Валентин и Валентина» Михаила Рощина — Валентина
- 1974 — «Вечно живые» Виктора Розова — Вероника
- 1974 — «Белоснежка и семь гномов» — Белоснежка
- 1974 — «С любимыми не расставайтесь» Александра Володина — женщина в общежитии
- 1974 — «Четыре капли» Виктора Розова — Лариса (пьеса «Заступница») / гостья (пьеса «Праздник»)
- 1974 — «Из записок Лопатина» Константина Симонова — Ника
- 1975 — «Эшелон» Михаила Рощина — Катя / Саня
- 1975 — «Двенадцатая ночь» Уильяма Шекспира — Виола
- 1976 — «Вишнёвый сад» по одноимённой пьесе Антона Чехова — Аня
- 1977 — «Фантазии Фарятьева» Аллы Соколовой — Любовь, младшая сестра Александры
- 1978 — «НЛО» Владимира Малягина — Ленка
- 1980 — «Спешите делать добро» Михаила Рощина — Оля
- 1980 — «Дамы приглашают кавалеров» — Анна Позднякова
- 1980 — «Лорензаччо» Альфреда де Мюссе — маркиза Чибо
- 1981 — «Кабала святош» Михаила Булгакова — Арманда Бежар де Мольер
- 1982 — «Три сестры» Антона Чехова — Маша
- 1983 — «Ревизор» Николая Гоголя — Мария Антоновна
- 1984 — «Кто боится Вирджинии Вульф?» Эдварда Олби — Хани
- 1986 — «Близнец» Михаила Рощина — Елена
- 1988 — «Звёзды на утреннем небе» Александра Галина — Лора
- 1989 — «Крутой маршрут» (хроника времён культа личности) по мотивам одноимённого романа Евгении Гинзбург (постановка — Галина Волчек, инсценировка — Александр Гетман; премьера — 15 февраля 1989 года) — Евгения Семёновна
- 1991 — «Анфиса» Леонида Андреева — Анфиса
- 1992 — «Смерть и дева» А. Дорфмана — Паулина Салас
- 1993 — «Адский сад» Р. Майнарди — Вальтрауте
- 1997 — «Вишнёвый сад» по одноимённой пьесе Антона Чехова (вторая редакция спектакля) — Любовь Андреевна Раневская
- 2000 — «Играем… Шиллера!», сценическая версия трагедии Фридриха Шиллера «Мария Стюарт» (постановка — Римас Туминас; премьера — 1 марта 2000 года) — Елизавета, королева английская
- 2002 — «Сладкоголосая птица юности» Теннесси Уильямса — принцесса Космонополис / Хэвенли
- 2003 — «Анфиса» Леонида Андреева (возобновление спектакля) — Анфиса
- 2004 — «Шинель» по одноимённой повести Николая Гоголя (постановка — Валерий Фокин; премьера — 5 октября 2004 года) — Акакий Акакиевич Башмачкин
- 2012 — «Осенняя соната» по одноимённому киносценарию Ингмара Бергмана (постановка — Екатерина Половцева; премьера — 4 марта 2012 года) — Шарлотта Андергаст
- 2016 — «Дама» по мотивам пьесы «Старая женщина высиживает» (1966) польского драматурга Тадеуша Ружевича в переводе Ивана Вырыпаева (режиссёр — Анджей Бубень; премьера — 19 ноября 2016 года, последний спектакль — 28 ноября 2018 года) — дама[23][24]
- 2020 — «Собрание сочинений» Е. Гришковца (режиссёр: В. Рыжаков) — Марина Сергеевна Филатова
- 2021 — «203—205» по пьесе «Калифорнийская сюита» Нила Саймона (режиссёр: Александр Жигалкин) — главная роль

#### Государственный театр наций(Москва)
- 2013 — «Стеклянный зверинец» по одноимённой пьесе Теннесси Уильямса (режиссёр — Туфан Имамутдинов; премьера — 16 февраля 2013 года) — Аманда Уингфилд, мать Лауры[25]

### Фильмография
| Год  |     | Название                                            | Роль                                                                                   |
| ---- | --- | --------------------------------------------------- | -------------------------------------------------------------------------------------- |
| 1968 | ф   | Старая, старая сказка                               | принцесса / совесть принцессы / дочь трактирщика                                       |
| 1970 | тф  | Цвет белого снега                                   | Надя Воронкова, контролёр станции Ленинградского метрополитена «Дачное»                |
| 1971 | ф   | Тень                                                | Аннунциата, дочь людоеда Пьетро                                                        |
| 1972 | ф   | Ждём тебя, парень                                   | Люся, подруга Тимура Гулямова                                                          |
| 1972 | ф   | Монолог                                             | Нина Сретенская, дочь Таси, внучка академика Сретенского                               |
| 1972 | тф  | Принц и нищий                                       | принцесса Елизавета                                                                    |
| 1973 | ф   | С тобой и без тебя                                  | Степанида (Стеша) Базырина                                                             |
| 1973 | ф   | Сломанная подкова                                   | Лейда, дочь доктора Петерсона                                                          |
| 1975 | ф   | Из записок Лопатина                                 | Ника                                                                                   |
| 1975 | мтф | Ольга Сергеевна                                     | Лена, сестра Виктора Курдюмова                                                         |
| 1976 | ф   | Просто Саша                                         | Саша Неродова, медсестра                                                               |
| 1976 | ф   | Слово для защиты                                    | Валентина Костина, обвиняемая в покушении на убийство своего любовника Виталия Федяева |
| 1977 | ф   | Враги                                               | Татьяна Павловна Бардина, актриса, жена Якова Бардина                                  |
| 1978 | ф   | Ошибки юности                                       | Полина, продавщица                                                                     |
| 1978 | ф   | Красавец-мужчина                                    | Зоя Васильевна Окоёмова, жена помещика Аполлона Окоёмова                               |
| 1979 | ф   | Осенний марафон                                     | Алла Михайловна Ермакова, машинистка, любовница Андрея Бузыкина                        |
| 1979 | тф  | Фантазии Фарятьева                                  | Александра, преподаватель музыки, старшая сестра Любови                                |
| 1979 | ф   | Фотографии на стене                                 | Нина Георгиевна, бывшая жена отца Сергея                                               |
| 1980 | ф   | Дамы приглашают кавалеров                           | Анна Позднякова, товаровед из посёлка Поварихино                                       |
| 1982 | тф  | Транзит                                             | Татьяна Андреевна Шульга, мастер машиностроительного завода                            |
| 1983 | ф   | Карусель                                            | Анна, скульптор                                                                        |
| 1984 | тф  | Чужая жена и муж под кроватью                       | Лизанька, жена Александра Демьяновича                                                  |
| 1985 | тф  | Следствие ведут ЗнаТоКи. Дело № 18 «Полуденный вор» | Раиса Глазунова, владелица угнанного автомобиля                                        |
| 1986 | ф   | Мы веселы, счастливы, талантливы!                   | Ляля Сурикова, репортёр                                                                |
| 1988 | ф   | Дорогая Елена Сергеевна                             | Елена Сергеевна, учительница математики в школе                                        |
| 1989 | ф   | Без царапины / Bez draskotina (Болгария)            | Клара                                                                                  |
| 1991 | тф  | Тень, или Может быть, всё обойдётся                 | Юлия Джули, певица (поёт Лариса Долина)                                                |
| 1993 | ф   | Ты у меня одна                                      | Наталья Анатольевна Семёнова-Тимошина, врач, жена Евгения Тимошина                     |
| 1993 | ф   | Тюремный романс                                     | Елена Андреевна Шемелова, старший следователь прокуратуры, жена депутата               |
| 1994 | ф   | Рядом                                               | Имя персонажа не указано                                                               |
| 1995 | ф   | Первая любовь                                       | Марья Николаевна, мать Вальдемара                                                      |
| 1996 | ф   | Двадцать минут с ангелом                            | Имя персонажа не указано                                                               |
| 1996 | ф   | Ревизор                                             | Анна Андреевна, жена городничего                                                       |
| 1998 | ф   | Избранник                                           | читает текст                                                                           |
| 1998 | ф   | Сибирский цирюльник                                 | мать Андрея Толстого                                                                   |
| 2002 | с   | Азазель                                             | леди Каролина Эстер                                                                    |
| 2002 | ф   | Леди на день                                        | Анни, уличная торговка                                                                 |
| 2009 | с   | Предлагаемые обстоятельства                         | Вера Николаевна Стрельникова, актриса, мать Аси                                        |
| 2017 | ф   | Карп отмороженный                                   | Елена Михайловна Никифорова, пенсионерка, бывшая сельская учительница                  |

#### Телеспектакли
- 1974 — Домби и сын (фильм-спектакль) — мисс Флоренс Домби, дочь мистера Поля Домби
- 1974 — Ночь ошибок — мисс Кэт Харткестль, дочь мистера Харткестля
- 1975 — Шагреневая кожа — Полина
- 1977 — Между небом и землёй (фильм-спектакль) — Микаэлла
- 1978 — Двенадцатая ночь (фильм-спектакль) — Виола
- 1978 — Кузен Понс — Элоиза
- 1981 — Мы не увидимся с тобой (фильм-спектакль) — Ника
- 1982 — Спешите делать добро (фильм-спектакль) — Ольга Соленцова
- 1992 — Кто боится Вирджинии Вулф? (фильм-спектакль) — Ханни
- 2008 — Крутой маршрут (фильм-спектакль) — Евгения Семёновна

#### Озвучивание
- 1981 — Алиса в Стране чудес (мультфильм) — Алиса
- 1982 — Алиса в Зазеркалье (мультфильм) — Алиса
- 1987 — Банкет (мультфильм) — смеющаяся женщина

#### Дубляж
- 1969 — Завтра, третьего апреля… — Ариадна Николаевна, учительница физики (роль Энекен Аксель)
- 1982 — Свадебный подарок — Оксана (роль Евдокии Германовой)
- 1983 — Сказка странствий — Марта (роль Татьяны Аксюты)
- 1988 — Чёрный монах — Татьяна Песоцкая (роль Татьяны Друбич)
- 2010 — Алиса в Стране чудес — мышь Соня
- 2016 — Алиса в Зазеркалье — мышь Соня

## Документальные фильмы
- «Марина Неёлова. С собой и без себя» («ТВ Центр», 2011 год)[26].
- «Марина Неёлова. „Не спрашивайте меня о романах“» («Первый канал», 2011 год)[27].
- «Марина Неёлова. „Я умею летать“» («Первый канал», 2016 год)[28].

## Признание заслуг

### Государственные награды СССРиРоссийской Федерации

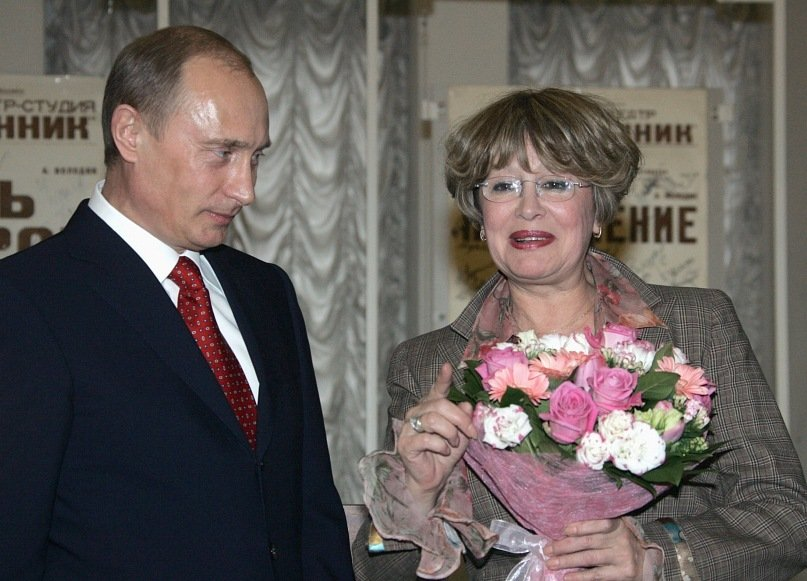
Президент России Владимир Путин вручил Марине Неёловой орден «За заслуги перед Отечеством» IV степени.
Москва, театр «Современник»,
14 апреля 2006 года.

- 1976 — лауреат Премии Ленинского комсомола в области искусства за 1975 год — за воплощение образов современников в кино.
- 1980 — почётное звание «Заслуженный артист РСФСР».
- 1981 — лауреат Государственной премии РСФСР имени братьев Васильевых — за роль Аллы Михайловны в художественном фильме «Осенний марафон» (1979) производства киностудии «Мосфильм».
- 1987 — почётное звание «Народный артист РСФСР».
- 1990 — лауреат Государственной премии РСФСР имени К. С. Станиславского в области театрального искусства — за исполнение главной роли Евгении Семёновны в спектакле «Крутой маршрут» по одноимённому роману Евгении Гинзбург в постановке Галины Волчек на сцене Московского театра «Современник».
- 1996 — орден Дружбы — за заслуги перед государством и многолетний добросовестный труд[29].
- 2001 — лауреат Государственной премии Российской Федерации в области театрального искусства за 2000 год — за исполнение ролей классического и современного репертуара (на сцене Московского театра «Современник»).
- 2006 — орден «За заслуги перед Отечеством» IV степени — за большой вклад в развитие театрального искусства и достигнутые творческие успехи[30].
- 2012 — орден Почёта — за большие заслуги в развитии отечественной культуры и искусства, многолетнюю плодотворную деятельность[31].
- 2021 — орден «За заслуги перед Отечеством» III степени — за большой вклад в развитие отечественной культуры и искусства, многолетнюю плодотворную деятельность[32].

### Общественные награды и премии
- 1975 — премия зрительского жюри Международного кинофестиваля в Белграде (Югославия (СФРЮ), ныне — Сербия) — за роль Степаниды (Стеши) Базыриной в мелодраматическом художественном фильме «С тобой и без тебя» (1973) режиссёра Родиона Нахапетова[5].
- 1976 — приз «Золотая фемина» на Международном кинофестивале в Брюсселе (Бельгия) — за роль Степаниды (Стеши) Базыриной в мелодраматическом художественном фильме «С тобой и без тебя» (1973) режиссёра Родиона Нахапетова[5].
- 1977 — первая премия X Всесоюзного кинофестиваля в Риге (Латвийская ССР) — за роль Валентины Костиной в драматическом художественном фильме «Слово для защиты» (1976) режиссёра Вадима Абдрашитова[5].
- 1993 — приз «Серебряная пирамида» на Международном кинофестивале в Каире (Египет)[5].
- 1994 — кинопремия «Ника» в категории «Лучшая женская роль» за 1993 год — за роль Натальи Анатольевны в драматическом художественном фильме «Ты у меня одна» (1993) режиссёра Дмитрия Астрахана[3].
- 1995 — номинация на театральную премию «Золотая маска» в категории «Лучшая женская роль» (по итогам театрального сезона 1993—1994) — за роль в спектакле «Адский сад» на сцене Московского театра «Современник».
- 1998 — театральная премия «Хрустальная Турандот» в категории «Лучшая женская роль» — за роль Любови Андреевны Раневской в спектакле «Вишнёвый сад» по одноимённой пьесе А. П. Чехова на сцене Московского театра «Современник»[33].
- 1999 — премия «Триумф» в области литературы и искусства.
- 2016 — специальный приз «За покорение вершин актёрского мастерства и верность принципам школы К. С. Станиславского» («Верю. Константин Станиславский») на 38-м Московском международном кинофестивале (ММКФ)[2][5][34][35].
- 2017 — приз за лучшую женскую роль на 25-м Фестивале российского кино в Онфлёре (Франция) — за роль Елены Никифоровой в художественном фильме «Карп отмороженный» (2017) режиссёра Владимира Котта[36].
- 2017 — Премия города Москвы в области литературы и искусства в номинации «Театральное искусство» — за высокое исполнительское мастерство и вклад в развитие отечественного театрального искусства и кинематографа[37].
- 2025 — Знак отличия «За безупречную службу городу Москве» L лет — за многолетнюю плодотворную деятельность на благо города Москвы и москвичей[38].
- 2025 — Специальная премия «За выдающийся вклад в развитие театрального искусства» Национальной театральной премии «Золотая маска»[39].